# Chionaema aurifinis
Chionaema aurifinis är en fjärilsart som beskrevs av Cerny 1993. Chionaema aurifinis ingår i släktet Chionaema och familjen björnspinnare. Inga underarter finns listade i Catalogue of Life.